# رودنیا، استان اسمولنسک
شهر رودنیا، اوبلاست اسمالنسک (به روسی: Рудня) در کشور روسیه و در اوبلاست اسمالنسک واقع شده‌است.